# Mihail Roșianu

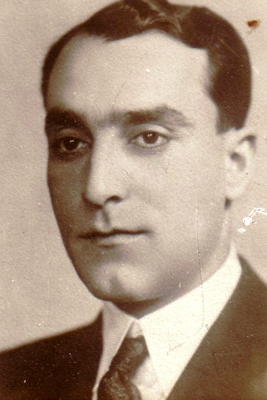
Mihail Roșianu

Mihail Roșianu (* 20. Oktober 1900 in Mateești, Kreis Vâlcea; † 28. Juli 1973 in Bukarest) war ein Politiker der Rumänischen Kommunistischen Partei PCR (Partidul Comunist Român), Hochschullehrer und Diplomat, der unter anderem zwischen 1956 und 1965 Botschafter in der Volksrepublik Bulgarien sowie von 1965 bis 1966 Botschafter in der Volksrepublik Ungarn war.

## Leben

### Lehrer, Mitglied der Großen Nationalversammlung und Vize-Minister
Mihail Roșianu besuchte die Normalschule sowie das Gymnasium und war von 1926 bis zum 30. März 1945 als Lehrer an der Grundschule seines Geburtsortes Mateești tätig. Er engagierte sich zwischen 1932 und 1935 in den parteinahen Organisationen Freunde der Sowjetunion (Amicii U.R.S.S.) sowie Rote Hilfe (Ajutorul roșu) und wurde 1934 Mitglied der damaligen Kommunistischen Partei PCdR (Partidul Comunist din România). Er war von 1935 bis 1936 zudem in der parteinahen Organisation Demokratischer Block (Blocul Democratic) aktiv und Mitglied des Komitees der PCdR im Kreis Vâlcea. Aufgrund seiner politischen Aktivitäten wurde er verhaftet und befand sich nach seiner Verurteilung zwischen 1937 und 1939 in Haft. Später wurde er 1943 Sekretär des Komitees der PCdR in der Kleinen Walachei und fungierte von März 1945 bis 1946 als Generalinspektor für Grundschulbildung in der Region Craiova (Regiunea Craiova). Auf der Nationalkonferenz (Conferința Națională), die vom 16. bis 22. Oktober 1945 stattfand, wurde er Kandidat des Zentralkomitees (ZK) der PCdR und behielt diese Funktion bis zum 19. April 1954.
Roșianu war für den Wahlkreis Dolj zwischen 1946 und 1948 Mitglied der Abgeordnetenkammer (Adunarea Deputaților). Zugleich fungierte er von 1946 bis 1949 Generalinspektor für die Schulen. 1948 wurde er außerdem erstmals Mitglied der Großen Nationalversammlung (Marea Adunare Națională) und vertrat dort zunächst weiterhin den Wahlkreis Dolj sowie im Anschluss von 1952 bis 1969 den Wahlkreis Nr. 11 Râmnicu Vâlcea und zuletzt zwischen 1969 und seinem Tode 1973 den Wahlkreis Nr. 5 Grădiștea. Er fungierte zwischen dem 30. April 1948 und dem 4. März 1949 als Vize-Minister für öffentlichen Unterricht und übernahm im Anschluss 1949 eine Professur an der Fakultät für Psychologie und Pädagogik der Universität Bukarest. Er fungierte außerdem zwischen dem 17. März 1950 und dem 29. März 1952 als Präsident des Komitees für Siedlungskultur und wurde dann am 29. März 1952 Präsident des Komitees für Rundfunk (Comitetul de Radio). Er war seit Juni 1952 auch Aktivist der ZK-Abteilung Propaganda und Agitation und zwischen 1952 und 1957 Vorsitzender des Auswärtigen Ausschusses der Großen Nationalversammlung und wurde am 21. April 1954 auch Mitglied des Präsidiums des Parlaments. Einen Tag zuvor wurde er auf dem Plenum des ZK der PMR am 20. April 1954 Mitglied des ZK der nunmehrigen Rumänischen Arbeiterpartei PMR (Partidul Muncitoresc Român) und gehörte diesem Gremium bis zum 28. Dezember 1955 an. Auf dem Siebten Parteitag der PMR (23. bis 28. Dezember 1955) wurde er dann wiederum Kandidat des ZK und behielt diese Funktion bis zum 25. Juni 1960.

### Botschafter in Bulgarien, ZK-Mitglied und Botschafter in Ungarn
Am 18. August 1956 wurde Mihail Roșianu als Nachfolger von Octav Livezeanu außerordentlicher und bevollmächtigter Botschafter in der Volksrepublik Bulgarien und verblieb auf diesem Posten bis 1965. Auf dem Achten Parteitag der PMR (20. bis 26. Juni 1960) wurde er erneut Mitglied des ZK der PMR und gehörte diesem Parteigremium nunmehr bis zu seinem Tode am 28. Juli 1973 an. 1965 wurde er außerordentlicher und bevollmächtigter Botschafter in der Volksrepublik Ungarn und hatte dieses Amt bis zum 23. Mai 1966 inne. Er engagierte sich zeitweise als Mitglied des Vorstandes des Gewerkschaftsverbandes für Kultur und Bildung sowie als Präsident des Instituts für kulturelle Beziehungen im Ausland IRRCS (Institutul român pentru relaţiile culturale cu străinătatea). Zuletzt wurde er im Dezember 1968 Vorsitzender des Generalrates der Rumänischen Vereinigung für die Beziehungen zur Sowjetunion ARLUS (Asociația Română pentru Legăturile cu Uniunea Sovietică) und übte diese Funktion bis 1971 aus. Er war zudem Mitglied des Nationalrates der Sozialistischen Einheitsfront FUS (Frontul Unității Socialiste).
Er wurde für seine Verdienste mehrmals ausgezeichnet und erhielt unter anderem 1947 das Ritterkreuz des Ordens der Krone von Rumänien (Ordinul „Coroana României”), 1948 den Stern der Volksrepublik Rumänien Zweiter Klasse (Ordinul Steaua Republicii Populare Române), 1949 den Orden zur Verteidigung des Vaterlandes Dritter Klasse (Apărarea Patriei), 1953 die Medaille zum 5. Jahrestag der Volksrepublik Rumänien (Medalia „A V-a aniversare a RPR“), 1958 die Medaille zum 10. Jahrestag der Gründung der Armee der Volksrepublik Rumänien (Medalia „10 ani de la înființarea armatei RPR“), 1959  den Orden 23. August Dritter Klasse (Ordinul 23. August), 1960 den Stern der Volksrepublik Rumänien Erster Klasse, 1964 den Orden der Arbeit Erster Klasse (Ordinul Muncii), 1966 den Orden Tudor Vladimirescu Zweiter Klasse (Ordinul Tudor Vladimirescu), 1970 den Orden 23. August Erster Klasse, 1971 den Titel Held der sozialistischen Arbeit (Erou al Muncii Socialiste) und die Goldene Medaille „Sichel und Hammer“ (Medalia de aur secera si ciocanul) sowie 1971 die Medaille zum 50. Jahrestag der PCR (Medalia „A 50–a aniversare a PCR“). 